# 다이아나 밀레이
다이아나 밀레이(Diana Millay, 1935년 6월 7일 ~ 2021년 1월 8일)는 미국의 배우, 텔레비전 배우, 영화배우이다.

## 영화
- 타잔 - 마이크 헨리 편 2 (1967년)
- 페리 메이슨 (1957년)